# Diphasia dubia
Diphasia dubia is een hydroïdpoliep uit de familie Sertulariidae. De poliep komt uit het geslacht Diphasia. Diphasia dubia werd in 1927 voor het eerst wetenschappelijk beschreven door Hargitt. 